# Alvesia cylindricalyx
Alvesia cylindricalyx là một loài thực vật có hoa trong họ Hoa môi. Loài này được (B.Mathew) B.Mathew mô tả khoa học đầu tiên năm 1972.